# Dicitencello vuje

Dicitencello vuje est une chanson du répertoire napolitain (en napolitain), écrite en 1930 par Rodolfo Falvo (it) (musique) et Enzo Fusco (it) (paroles). Le titre peut être traduit en français par « Dites-le lui, vous. » (en italien : Diteglielo voi).

## Signification du texte
Un homme déclare son amour pour une femme de façon indirecte, en s'adressant à une des amies de l'être aimé. Il lui demande de prévenir cette autre fille de son amour (« Dicitencello a sta cumpagna vosta » = dites-le lui vous, à votre amie), du fait qu'il a perdu sommeil et enthousiasme, qu'il ne peut vivre en paix, tant il est tourmenté par cette passion. Ce n'est qu'au dernier couplet de la chanson que le protagoniste, voyant une larme couler sur la joue de son interlocutrice, avoue qu'en réalité, il l'aime elle, et adresse son amour pour la première fois à la seconde personne du singulier (« levammece sta maschera, dicimme 'a verità » = Levons ce masque, disons la vérité ;  « Te voglio bene... te voglio bene assaje ! » = Je t'aime, je t'aime tant !).

## Interprètes
La chanson est reprise par de nombreux artistes de grande renommée, parmi lesquels : Luciano Pavarotti, Plácido Domingo, José Carreras, Mario Del Monaco, Roberto Alagna, Tony Di Napoli.

## Texte
Dicitencello a 'sta cumpagna vosta
ch'aggio perduto 'o suonno e 'a fantasia
ch a penzo sempe,
ch'è tutt a vita mia
I' nce 'o vvulesse dicere,
ma nun ce 'o ssaccio dí
A voglio bene
A voglio bene assaje
Dicitencello vuje
ca nun mm a scordo maje.
E' na passione,
cchiù forte 'e na catena,
ca mme turmenta ll'anema
e nun mme fa campà
Dicitencello ch'è na rosa 'e maggio,
ch'è assaje cchiù bella 'e na jurnata 'e sole
Da 'a vocca soja,
cchiù fresca de vviole,
i' giá vulesse sèntere
ch'è 'nnammurata 'e me
A voglio bene
A voglio bene assaje
Dicitencello vuje
ca nun mm a scordo maje.
E' na passione,
cchiù forte 'e na catena,
ca mme turmenta ll'anema
e nun mme fa campà
Na lácrema lucente v'è caduta
dicíteme nu poco: a che penzate?
Cu st'uocchie doce,
vuje sola mme guardate
Levámmoce 'sta maschera,
dicimmo 'a verità
Te voglio bene
Te voglio bene assaje
Si' tu chesta catena
ca nun se spezza maje
Suonno gentile,
suspiro mio carnale
Te cerco comm'a ll'aria:
Te voglio pe' campà